# Archimed
 (mai 2025).
Si vous disposez d'ouvrages ou d'articles de référence ou si vous connaissez des sites web de qualité traitant du thème abordé ici, merci de compléter l'article en donnant les références utiles à sa vérifiabilité et en les liant à la section « Notes et références ».
Archimed est un éditeur de logiciels français, créé en 1993 par trois fondateurs (Mongi Zidi, Olivier Walbecq et Eric Ruyffelaere) et dont le siège social est établi à Lille (59).

## Histoire de l'entreprise
La société Archimed a démarré son activité en proposant des interfaces graphiques de consultation de catalogues de bibliothèques. Archimed est à ce jour présent dans de nombreux réseaux de bibliothèques municipales et universitaires, dans la réalisation d’espaces publics numériques, de portails documentaires et de systèmes d'information multimédias.
Devenue un éditeur reconnu dans ce secteur, la société a très vite entrepris d’élargir son offre logicielle aux centres de documentation, centres d'archives et musées, ainsi qu'aux écoles de l'enseignement supérieur.
En 2000, Archimed crée sa filiale onshore Archimed MEA en Tunisie, dans le but de commercialiser son offre logicielle en Afrique et au Moyen-Orient.
En 2010, Archimed acquiert la société Opsys qui développe le SIGB Aloes, se positionnant ainsi sur tous les volets du service informatique pour les bibliothèques et la documentation.
En janvier 2020, Archimed se diversifie et crée la marque Alfeo dédiée au Knowledge Management pour les entreprises privées et les administrations.
En novembre 2020, Archimed crée sa propre librairie numérique sous la marque BiblioOnDemand et propose une offre d'eBooks et de podcasts en B2B pour les médiathèques et les établissements de l'enseignement supérieur.
En décembre 2021, Archimed acquiert la société GB Concept, éditrice du logiciel Alexandrie, afin de renforcer son activité dans le Knowledge Management via la marque Alfeo.
Archimed a également, durant les 20 première années de son activité, créé diverses structures en charge de secteurs d'activité connexes. C'est le cas de la société éditrice de logiciels de gestion de l'impression Doxense, créée en 2005 et cédée en 2013, de la société éditrice de logiciel de e-learning cap RH, créée en 2006 et cédée en 2013 et de la division éditrice de logiciels de GED Neoledge, créée en 2008 et scindée d'Archimed pour devenir une société indépendante en 2018.

## Chiffres
Archimed est implantée à Lille (siège), Grenoble et Tunis. La société compte 70 collaborateurs, plus de 500 clients et réalise un chiffre d'affaires de 6,15M€ en 2023.

## Actionnariat
Archimed est détenue à 100% par Olivier Walbecq, Mongi Zidi et Eric Délot.

## Exemples de réalisations notables
- Site du Laboratoire de recherche des monuments historiques (lrmh.fr)
- Site pour le catalogue de la Bibliothèque royale de Belgique (opac.kbr.be
- Site de la Médiathèque olympique (library.olympics.com)
- Site du centre de ressources de la Philharmonie de Paris (media.citedelamusique.fr)[1]
- Site des bibliothèques publiques de la ville de Paris (bibliotheques.paris.fr)
- Site du réseau des médiathèques du Grand Poitiers (bm-poitiers.fr)
- Site de la bibliothèque municipale de Reims (bm-reims.fr)
- Site des médiathèques de Montpellier Méditerranée Métropole (mediatheques.montpellier3m.fr)